# Gran Llac Amarg
El Gran Llac Amarg (àrab: البحيرة المرة الكبرى, al-Buḥayra al-Murra al-Kubrà) és un llac d'aigua salada a Egipte, situat entre les parts nord i sud del Canal de Suez. Es troba contigu al Petit Llac Amarg (àrab: البحيرة المرة الصغرى, al-Buḥayra al-Murra aṣ-Ṣuḡrà). Els dos llacs ocupen conjuntament una àrea de 250 km². També es comunica pel nord, a través del Canal de Suez, amb els llacs Manzala i Timsah.
La comunicació del llac amb la mar és directa mitjançant el Canal de Suez i sense rescloses intermediàries, de manera que l'aigua perduda per evaporació al llac és contínuament reemplaçada per l'aigua del mar. El llac permet l'atenuació de l'efecte dels corrents causats per l'efecte de les marees actuant com si fos un Acumulador.
Els peixos poden migrar, generalment en direcció nord, a través del canal i dels llacs, donant lloc al que es coneix com a migració lessepsiana. D'aquesta manera, algunes de les espècies del mar Roig han colonitzat la part est del Mediterrani.

## Incidents militars

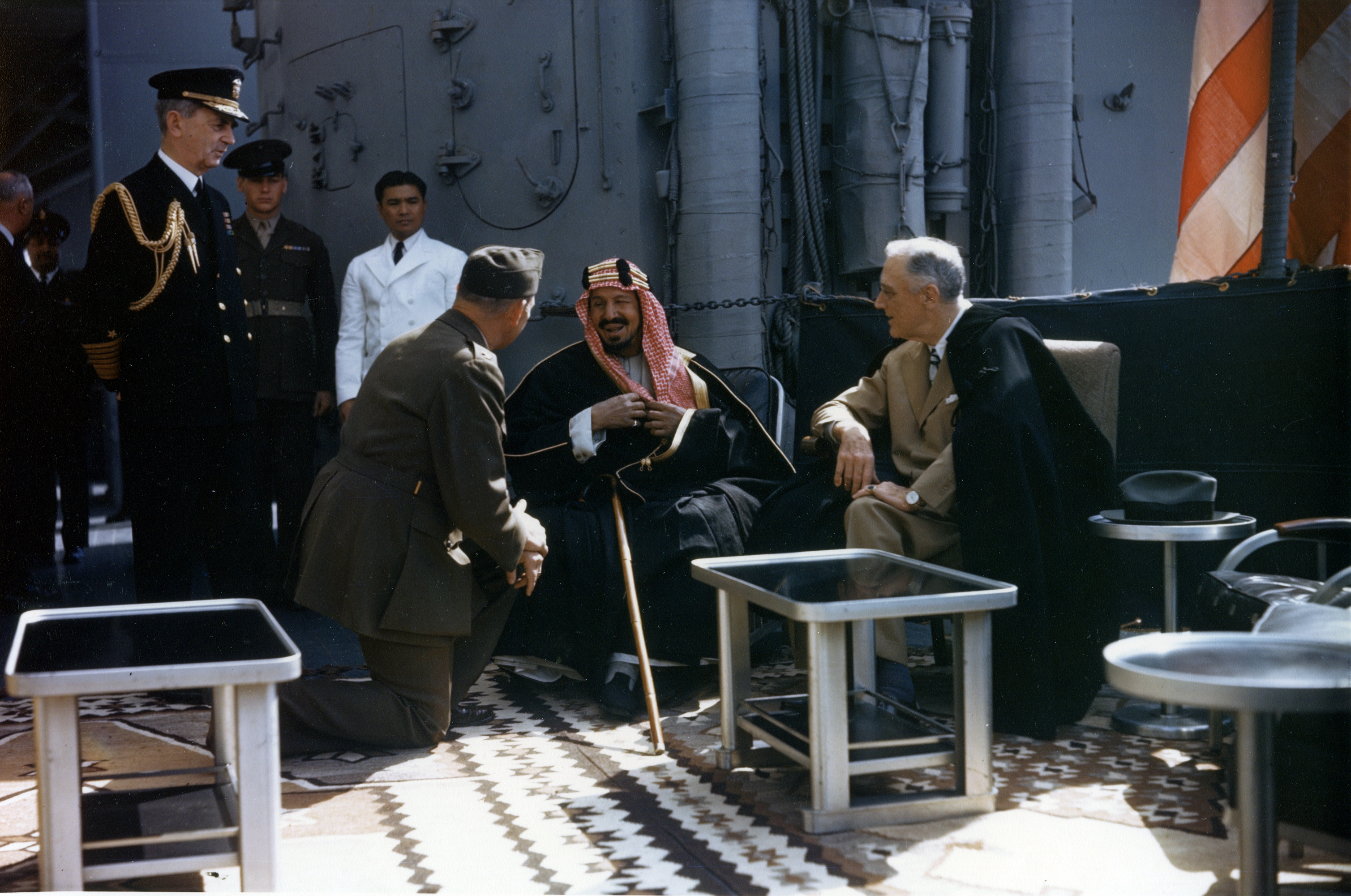
Roosevelt i Abdul Aziz a bord de l'USS Quincy al Gran Llac Amarg, 1945

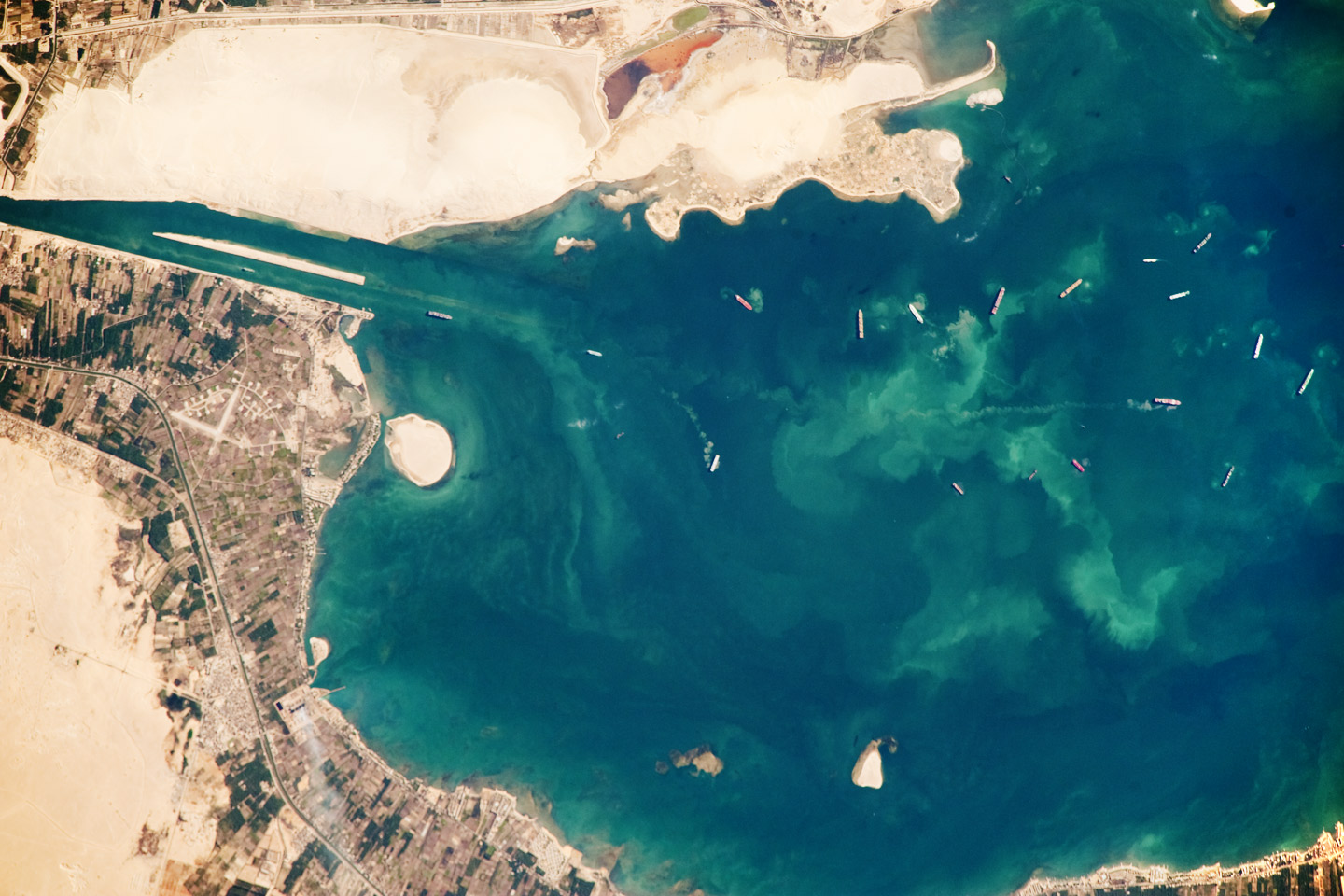
Vista per satèl·lit del Gran Llac Amarg, on figuren diversos vaixells, amerats i en circulació, a través del Canal de Suez

A la segona part de la Segona Guerra Mundial, el llac fou usat per allotjar els vaixells italians de guerra que s'havien rendit als aliats, incloent-hi les naus Vittorio Veneto i Itàlia.
El 14 de febrer de 1945, el llac fou visitat pel president dels Estats Units. Després de la Conferència de Ialta, on es reuní amb Winston Churchill i Ióssif Stalin, el president nord-americà, Frankin D. Roosevelt, s'hi trobà amb Abd al-Aziz ibn Saud de l'Aràbia Saudita, a bord del vaixell USS Quincy, dins del mateix Gran Llac Amarg. L'únic testimoni d'aquesta reunió és l'intèrpret del president americà i no hi ha registre conegut d'aquest debat. El testimoni de l'intèrpret William A. Eddy fou publicat anys més tard, donant així testimoni de la reunió.
Durant la guerra de 1967, el canal romangué tancat, deixant catorze vaixells atrapats al llac fins a 1975. Aquests vaixells són coneguts com la Flota Groga, a causa de l'acumulació de sorra del desert que ràpidament va cobrir les seues cobertes. En aquell moment, les tripulacions van emetre una sèrie de segells (o més aviat, etiquetes decoratives, sense cap validesa postal) que són buscats ara pels col·leccionistes de segells postals.